# فرنسيس دريك
سير فرانسيس دريك (c. 1540 – 1596) نائب الأميرال الملاح الإنجليزي، تاجر الرقيق، السياسي والمدني ومهندس العصر الإليزابيثي. وكان الثاني في قيادة الأسطول الإنجليزي ضد الأرمادا الأسبانية في 1588. مات بالدوسنتاريا بعد نجاح هجوم سان خوان، بورتوريكو في 1596.
كانت له مآثر شبه أسطورية جعلته بطلا للإنجليز كان يعرف باسم «التنين» عن أفعاله.
في عام 1588م شنت إنجلترا على إسبانيا حربا ضارية، وقد هربت السفن الأسبانية آنذاك خوفا من القبطان الإنجليزي فرنسيس دريك.
ولد فرنسيس دريك في ديفون عام 1543م واشتهر بمهارته البحرية وشجاعته، فأبحر في مياه البحر الكاريبي بحثا عن السفن الأسبانية الشراعية الضخمة.
في عام 1577م انطلقت سفينة دريك (بليكان) (التي سميت فيما بعد الأيل الذهبي) في رحلة بحرية إلى أمريكا الجنوبية.
وأوصلت هذه الحملة دريك إلى المحيط الباسيفيكي، ولم يعد إلى وطنه حتى عام 1580م حيث عاد ومعه الكنوز الكثيرة، كما منحته الملكة إليزابيث الأولى لقب فارس.
وفي عام 1588م أبحرت الأرمادا (الأسطول) الإسبانية، لمهاجمة إنجلترا. وكان دريك أثناءها يلعب البولنق عندما شاهد أسطول العدو. ولم يأبه لهذا الهجوم، وأقسم على إنهاء اللعبة قبل أن يحارب الأسبان، لكن الأرمادا هزمت رغم قوتها العظيمة.
عرض الملك فيليب الثاني (ملك إسبانيا) مكافأة 20,000 دوكاتس (حوالي 10 مليون دولار بحلول عام 2007) مقابل حياة فرانسيس دريك
وتوفي دريك عام 1596 بينما كان يقوم بغارة أخرى ضد الأسبان في العالم الجديد.
حين مات بدوسنتاريا حل حزن في إنجلترا، وأُقيمت احتفالات في إسبانيا.

## ولادته وبداية حياته
ولد فرانسيس دريك في قرية تافيستوك، في ديفون، إنجلترا. على الرغم أن تاريخ ميلاده لم يُسجل بشكل رسمي، ولكن من المعروف أنه ولد حين كانت البنود الستة سارية المفعول. قُّدر تاريخ ميلاده من خلال مصادر معاصرة مثل: «كان دريك في الثانية والعشرين من عمره عندما حصل على أمر جوديث» (1566). يحدد هذا تاريخ ميلاده في العام 1544. اقتُرح تاريخ  ولادته بأنه حوالي عام 1540 من خلال لوحتي بورتريه: إحداهما بورتريه مصغّر رسمه نيكولاس هيليارد في عام 1581، يزعم أن دريك فيه كان في الثانية والأربعين من عمره، بالتالي فقد وُلِد حوالي عام 1539، بينما رُسمت اللوحة الأخرى في عام 1594، قيل أنه كان يبلغ من العمر 52 عامًا، ما يدلّ أنه ولد حوالي عام 1541. جادلت الليدي إليوت دريك، السليلة غير المباشرة، وأخر الحاملين لرتبة البارونة من عائلة دريك، في كتابها عن «عائلة وورثة السير فرانسيس دريك» أن سنة ميلاد دريك كانت عام 1541.
كان فرنسيس أكبر أبناء إدموند دريك الإثني عشر (1518-1585)، وهو مزارع بروتستانتي، وزوجته ماري مايلواي. يُزعم أن الابن الأول قد سمي على اسم عرابه فرانسيس راسيل، إيرل بيدفورد الثاني.
فرت عائلة دريك من ديفون إلى كنت، بسبب الاضطهاد الديني أثناء حركة تمرد كتاب الصلاة في عام 1549. وهناك حصل والد دريك على موعد للعناية بأفراد البحرية الملكية. عُيّن شماسًا وعُين وكيلًا لكنيسة أبنور في ميدواي. قام والد دريك بتدريبه على يد جاره، وهو ربان باركيه تستخدم في التجارة الساحلية التي تنقل البضائع إلى فرنسا. كان ربان السفينة راضيًا جدًا عن سلوك الشاب دريك لدرجة أنه ورّثه الباركيه عند وفاته، بكونه توفي غير متزوج وليس لديه أطفال.[متى؟]

## الزواج والعائلة
تزوج فرانسيس دريك من ماري نيومان في كنيسة سانت بود، في بليموث، في يوليو عام 1569. وتوفيت بعد 12 عامًا، في عام 1581. في عام 1585، تزوج دريك من إليزابيث سيدنهام - التي ولدت حوالي عام 1562، وهي الطفلة الوحيدة للسير جورج سيدنهام، من كومب سيدنهام، الذي كان الشريف الأعلى لسومرسيت. بعد وفاة دريك، تزوجت الأرملة إليزابيث في النهاية من السير ويليام كورتيني من بودرهام.

## مسيرته المهنية في البحر
في خمسينيات القرن الخامس عشر، وجد والد دريك للشاب مكانًا ليعمل مع مالك وربان باركيه صغير. من المحتمل أن دريك شارك في التجارة بين إنجلترا والبلدان المنخفضة وفرنسا. عند وفاة مالك السفينة، مُنح دريك الباركيه.
في سن الثامنة عشرة كان دريك محاسبً لسفينة أبحرت إلى خليج غاسكونيا.
في سن العشرين (حوالي عام 1563-1564) قام برحلة إلى ساحل غينيا في سفينة يملكها ويليام وجون هوكنز، وبعض أقاربه من بليموث.
في عام 1566-1567، قام دريك بأول رحلة له إلى الأمريكتين، مبحرًا تحت قيادة الكابتن جون لوفل على متن أحد أساطيل السفن المملوكة لعائلة هوكنز. هاجموا البلدات والسفن البرتغالية على الشريط الساحلي لغرب إفريقيا ثم أبحروا إلى الأمريكتين وباعوا حمولتهم من العبيد الذين أسروهم إلى المزارع الإسبانية، وكانت الرحلة فاشلة للغاية فقد أُطلق سراح أكثر من 90 عبدًا دون مقابل.
انتهت رحلة دريك الثانية إلى الأمريكتين ورحلته الثانية، التي أسر فيها عبيدًا، في حادثة مشؤومة عام 1568 في سان خوان دولوا. فأثناء التفاوض لإعادة إصلاح وتجديد إمدادات ميناء إسباني في المكسيك، تعرض الأسطول للهجوم من قبل السفن الحربية الإسبانية، حيث فُقدت جميع السفن الإنجليزية باستثناء اثنتين. هرب دريك مع جون هوكينز، ونجوا من الهجوم سباحةً. يقال إن عِداء دريك تجاه الإسبان بدأ منذ ذاك الحادث وتعهّد دريك بالانتقام.
في عام 1570، مكّنته سمعته من التقدم إلى الهند الغربية بسفينتين تحت إمرته. وأعاد زيارته في العام التالي بهدفٍ وحيد هو الحصول على المعلومات.

## وصلات خارجية
- فرنسيس دريك على موقع الموسوعة البريطانية (الإنجليزية)
- فرنسيس دريك على موقع إن إن دي بي (الإنجليزية)